# طموح

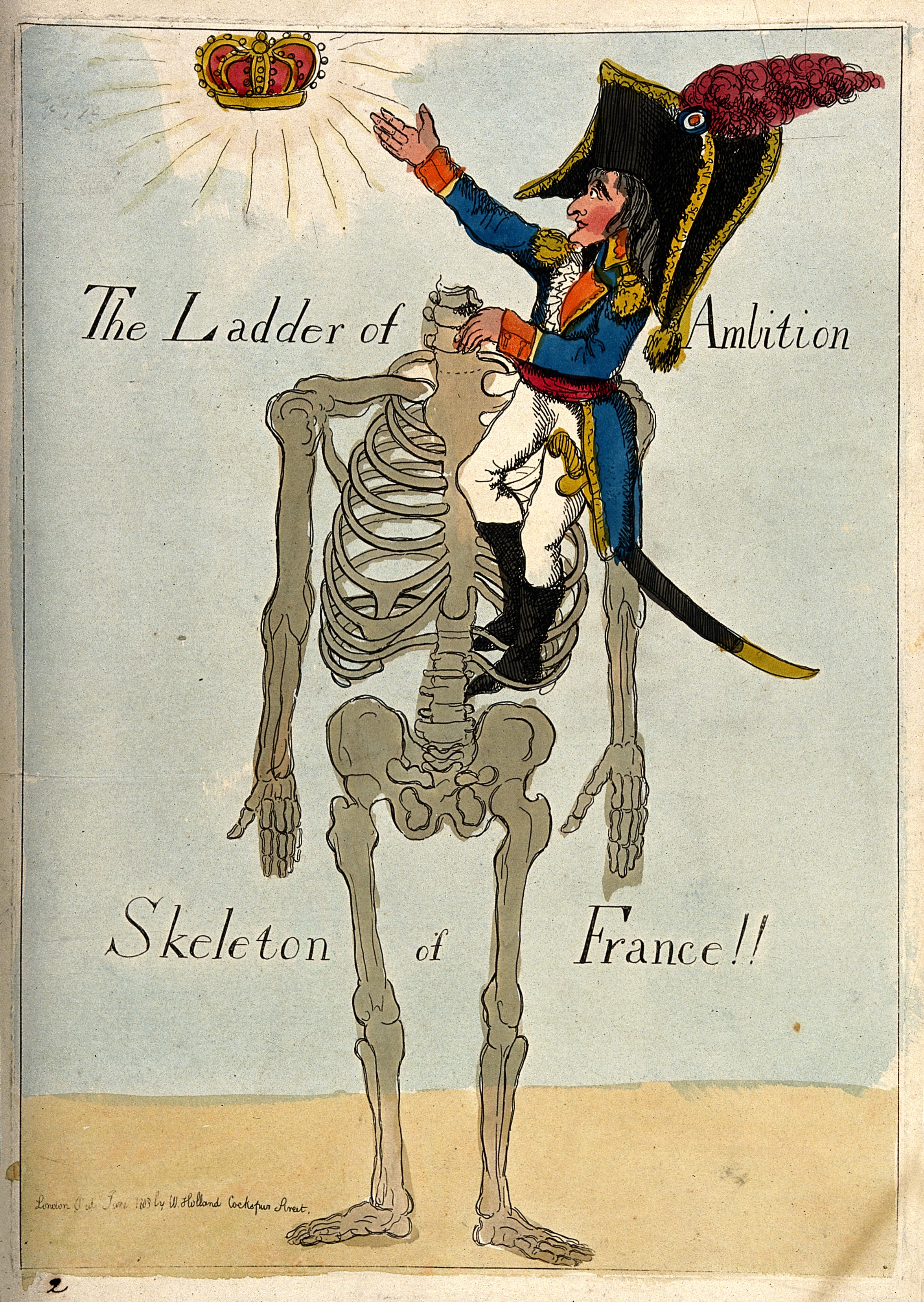

الطموح هو امتلاك الحافزِ لبلوغ القوَّة. يُريد الأشخاص الطموحون دائماً القوَّة إمّا لأنفسهم أَو للآخرين بغض النظر عما إذا كانت القوة نفسية أو ماديّة أو سلطوية أو عاطفية أو اجتماعية.
يمكن للناس أن يستخدموا قوّتهم المكتسبة لتحقيق هدف معين. يُستَعمل الطموح أحياناً للوصول إلى مثالية شخص يعتبر كقدوة وفي أحيان أخرى يتطوّر إلى علاقة وثيقة التطرّفيةِ. في تاريخ البشرِ العديد من الأمثلة لأناسٍ كانوا طموحين جداً للأفضل أو للأسوأ. مثل اليوناني السيئ السمعة كَانَ عنده الطموح للاشتهار بتحطيم هيكل آرتميس.
الطموح هو ذلك الشيء الذي ينمو بداخل الفرد ليكسبه القدرة على بذل مجهود أكبر لكي يحقق ما يريد. فلا وصول لمبتغى أو هدف بدون حافز، ولا هناك حافز إلا من وراء الطموح.
الطموح هي قوة لا يستهان بها تخلق في داخل الإنسان، غالبا ما يكون المسبب لها الكبت الداخلي العاطفي للمشاكل المحيطة سواء كانت اجتماعية أو عائلية. ويختلف نوع الطموح من شخص إلى آخر ومن مجتمع إلى آخر ففي سبيل المثال طموح بعض الناس أن يصبحو أقوياء ولكن تكون عندهم المخاوف من الطريق التي يجب عليهم إتباعها.